# 너무 많은 것을 안 여자
《너무 많은 것을 안 여자》(이탈리아어: La ragazza che sapeva troppo, 영어: The Girl Who Knew Too Much)는 1963년 개봉한 이탈리아의 잘로 영화이다. 마리오 바바가 감독을 맡았으며, 존 색슨, 레티차 로만, 발렌티나 코르테세, 단테이 디파울로 등이 출연하였다. 잘로 장르의 효시로 여겨지며 장르 대표작 중 하나이다.
코미디 요소를 강조한 편집판이 미국과 영국에서 아메리칸 인터내셔널 픽처스를 통해 The Evil Eye라는 제목으로 출시되었다.

## 줄거리
미국인 노라 데이비스는 로마에 사는 친척 어른을 방문하지만 도착한 첫날 친척이 사망하고 만다. 친척의 주치의 마르첼로 바시에게 이를 알리러 가던 노라는 스페인 광장에서 강도를 당해 의식을 잃는다. 깨어난 노라는 수염을 기른 남자가 한 여성의 등에서 칼을 빼내는 모습을 보게 된다. 노라는 이를 경찰에 신고하지만 이미 모든 증거가 사라진 뒤이다.
노라는 친척의 친구 로라의 집에 머물게 되고, 그곳에서 성 머리글자 순서대로 사람을 죽인 연쇄 살인범 일명 알파벳 킬러를 다룬 신문 기사 조각을 접한다. 마지막 희생자는 10년 전에 살해된 로라의 여형제 에밀리 크레이븐(Craven)이다. 한편 마르첼로가 노라에게 로마 구경을 시켜주면서 두 사람은 가까워진다.
노라는 로라의 집에 걸려온 익명의 전화가 지시하는 대로 한 아파트를 찾는다. 빈 아파트의 테이프 레코더에서 흘러나오는 녹음된 목소리는 노라의 성이 D로 시작함을 지적하며 경고한다. 노라는 해당 아파트가 알파벳 킬러를 조사하는 탐사 보도 전문 기자 안드레아 란디니에게 임대돼있다는 걸 알게 된다. 란디니는 알파벳 킬러 범인으로 체포됐던 스트라차네베의 결백을 증명하고 싶어한다. 그러나 후에 란디니 집에서 테이프 레코더와 타자로 친 범행 고백글이 발견되고, 란디니가 사망한다. 란디니는 자살한 것으로 추정된다.
노라는 한 젊은 여성의 시체가 나타났다는 기사를 읽고, 시체 보관소에서 그게 자신이 목격했던 시체임을 확인한다. 해당 여성은 스트라차네베의 딸로 밝혀진다. 그날 밤 노라는 서재에서 일전에 여성 시체 곁에 있던 남성과 마주치고 이윽고 이 남성은 칼에 등이 찔린 채로 쓰러진다. 이 남성은 다름 아닌 로라의 남편으로, 로라는 자신의 범행을 아는 남편이 자신을 정신 병원에 보내려고 하자 이를 막으려고 남편을 죽인 것이다. 로라의 범행 동기는 에밀리의 돈을 뺏기 위함이었다. 로라는 노라를 쏘려하지만, 그 전에 아직 살아있던 남편이 로라를 쏴죽인다.
이렇게 사건은 해결되고, 노라는 마르첼로와 결혼하기로 한다.

## 출연진
- 존 색슨 - 마르첼로 바시 의사 역
- 레티차 로만 - 노라 데이비스
- 발렌티나 코르테세 - 로라 크레이븐토라니 역
- 티티 토마이노 - 경위 역
- 루이지 보노스 - 호텔 직원 역
- 밀로 케사다 - 데비코 역
- 단테이 디파울로 - 안드레아 란디니 역